# Diecezja Umzimkulu
Diecezja Umzimkulu – diecezja Kościoła rzymskokatolickiego w Republice Południowej Afryki, w metropolii Durbanu. Została erygowana 21 lutego 1954 roku na terytorium należącym wcześniej do diecezji Mariannhill. Stolicą diecezji jest miasto Harding w prowincji KwaZulu-Natal. 
Od grudnia 2008 jej biskupem diecezjalnym jest polski misjonarz Stanisław Dziuba OSPPE. 